# SS-Totenkopfverbände
SS-Totenkopfverbände (SS-TV; nghĩa là "đơn vị Đầu lâu") là một tổ chức trực thuộc SS chịu trách nhiệm quản lý các trại tập trung và trại hành quyết của Đức Quốc xã cũng như một số nhiệm vụ tương tự. Vì Totenkopf (đầu lâu) là huy hiệu mũ phổ biến của SS nên SS-TV đeo phù hiệu đầu lâu trên mấu cổ áo bên phải để phân biệt với các đội hình Schutzstaffel (SS) khác.
SS-TV ban đầu được thành lập vào năm 1933, khi đó độc lập với SS và có hệ thống quân hàm và cơ cấu chỉ huy riêng. Tổ chức này điều hành các trại trên khắp nước Đức và sau đó là trên các lãnh thổ châu Âu bị chiếm đóng. Các trại ở Đức bao gồm Dachau, Bergen-Belsen và Buchenwald; các trại khác ngoài lãnh thổ Đức bao gồm Auschwitz-Birkenau ở Ba Lan và Mauthausen ở Áo cùng một số lượng lớn trại tập trung và trại tử thần khác được điều hành hết sức bí mật. Chức năng chính của các trại tử thần là diệt chủng. Các trại Treblinka, Bełżec và Sobibór được dựng lên để phục vụ Aktion Reinhard. Các trại có sẵn như trại hủy diệt Chełmno, Majdanek và Auschwitz được trang bị các phương tiện giết người hàng loạt. SS-TV chịu trách nhiệm tạo điều kiện cho cái mà Đức Quốc xã gọi là Giải pháp cuối cùng diễn ra một cách thuận lợi, được biết đến từ sau chiến tranh với cái tên Holocaust. SS-TV được điều hành bởi Văn phòng An ninh chính Quốc gia của Heinrich Himmler và Văn phòng Hành chính và Kinh tế SS chính (WVHA).
Sư đoàn SS Totenkopf được thành lập từ các nhân viên SS-TV khi Chiến tranh thế giới thứ hai bùng nổ ở Châu Âu. Sư đoàn này sớm trở nên khét tiếng về độ tàn bạo, tham gia tiến hành hàng loạt tội ác chiến tranh như vụ thảm sát Le Paradis năm 1940 trong trận chiến nước Pháp. Trên Mặt trận phía Đông, các vụ xả súng hàng loạt vào dân thường Ba Lan và Liên Xô trong Chiến dịch Barbarossa được xem là "chiến tích" của các đội cảm tử cơ động Einsatzgruppen và các phân đội Einsatzkommando do Heinrich Himmler và Reinhard Heydrich tổ chức.